# Diplodinis rostrupi
Diplodinis rostrupi är en svampart som först beskrevs av Vestergr., och fick sitt nu gällande namn av Frederic Edward Clements 1931. Diplodinis rostrupi ingår i släktet Diplodinis, divisionen sporsäcksvampar och riket svampar.   Inga underarter finns listade i Catalogue of Life.